# Cerro Largo nemzetközi repülőtér
A Cerro Largo nemzetközi repülőtér (IATA: MLZ, ICAO: SUMO) Uruguay egyik nemzetközi repülőtere, amely az uruguayi Cerro Largo megye fővárosát, Melót kiszolgáló repülőtér. A repülőtér vidéken, Melótól 5 kilométerre északnyugatra található. 

## Futópályák
A repülőtér futópályái:
- 07/25 (1510 m, aszfalt)